# Campeonato Mundial de Remo de 2021
El Campeonato Mundial de Remo de 2021 se iba a celebrar en Shanghái (China) entre el 17 y el 24 de octubre de 2021 bajo la organización de la Federación Internacional de Sociedades de Remo (FISA) y la Federación China de Remo.  Pero debido a la pandemia de COVID-19 el evento fue cancelado.